# Chen Yanqing
Chen Yanqing (kinesiska: 陳 豔青), född 5 april 1979 i Suzhou i Jiangsu, är en kinesisk tyngdlyftare. Hon vann guldmedaljer i 
58-kilosklassen vid olympiska sommarspelen 2004 i Aten och vid olympiska sommarspelen 2008 i Peking.